# Tom Clarke (homme politique)
Pour les articles homonymes, voir Clarke.
Thomas Clarke (né le 10 janvier 1941) est un homme politique britannique du parti travailliste qui est député de 1982 à 2015, pour Coatbridge, Chryston et Bellshill de 2005 jusqu'à ce qu'il perde son siège face à Phil Boswell du SNP en mai 2015.

## Vie privée
Clarke est né à Coatbridge et fait ses études à l'école primaire All Saints à Airdrie et au lycée St Columba à Coatbridge, puis au Scottish College of Commerce à Glasgow . Son frère, Tony, est plus tard conseiller du North Lanarkshire Council .
Clarke est un passionné de cinéma britannique et est directeur adjoint du Scottish Council for Education Technology et également président du British Amateur Cinematographers Central Council en 1971 . Il est ensuite directeur adjoint du Scottish Film Council  et l'organisateur du Scottish International Amateur Film Festival en 1971 .
En 1973, Clarke soumet son court métrage, "Give Us a Goal" à la section amateur du Festival de Cannes . Il est membre du GMB et du British Film Institute  ainsi que président du Citizens Trust .

## Carrière politique locale
La carrière politique de Clarke commence à l'âge de 18 ans, comme agent électoral du député travailliste James Dempsey . Âgé de 22 ans, il est conseiller au conseil municipal de Coatbridge à partir de 1964 et il devient juge de paix pour la région de Lanark en 1972 . Le conseil municipal de Coatbridge est remplacé par le conseil du district de Monklands en 1975, où Clarke continué à siéger pour Coatbridge. Il est Provost (maire) pendant trois mandats consécutifs de 1974 à 1982 . Il est vice-président de la Convention des autorités locales écossaises de 1976 à 1978 et président de la convention de 1978 à 1980 .

## Carrière au Parlement
Clarke est sélectionné pour se présenter à l'élection partielle de Coatbridge et Airdrie de 1982 causée par la mort du député travailliste James Dempsey. Il l'emporte le 24 juin 1982 avec une majorité de 10 090 voix. Clarke se fait connaître assez rapidement au Parlement pour son travail sur les questions relatives aux personnes handicapées et, en 1986, il parraine la «Loi sur les personnes handicapées (services, représentation et consultation)».
Après les élections générales de 1987, Neil Kinnock le nomme ministre fantôme des Services sociaux personnels à partir de 1987, poste qu'il conserve jusqu'en 1992 . Clarke devient ensuite membre du cabinet fantôme de John Smith comme Secrétaire d'État pour l'Écosse du cabinet fantôme. Clarke reçoit un diagnostic de syndrome de fatigue chronique en 1992, mais s'est rétabli depuis . Il est ensuite ministre de l'ombre pour le développement outre-mer en 1993. Clarke quitte le cabinet fantôme en 1994 et revient en 1995 comme ministre fantôme pour les handicapés jusqu'en 1997 sous la direction de Tony Blair 
À la suite des élections générales de 1997, il est admis au Conseil privé  et est ministre d'État au ministère de la Culture, des Médias et des Sports, chargé du cinéma et du tourisme. Il aurait été démis de ses fonctions dans un important remaniement gouvernemental alors qu'il visitait le plateau de tournage de Coup de foudre à Notting Hill.
Clarke est trésorier du Groupe parlementaire multipartite sur le développement outre-mer  et rédige la loi de 2006 sur le développement international (rapports et transparence), qui garantit que le secrétaire d'État au développement international rend compte de ce que dépense le ministère du Développement international au total sur l'aide internationale et est classée en fonction de la proportion consacrée aux pays à faible revenu, de l'efficacité des dépenses courantes et du niveau de transparence de l'aide internationale. La loi sert également de guide pour établir les progrès actuels vers les Objectifs du millénaire pour le développement .
Il est trésorier du All Party Group on Careers de 2005 à 2010 et est ensuite président du All Party Group sur les troubles d'apprentissage .
Clarke siège au comité d'administration de 2008 à 2010. Dans la législature suivante, il est membre du Comité des normes et des privilèges et du Comité mixte chargé d'examiner le projet de loi sur la Réforme de la Chambre des Lords . En 2014, Clarke reçoit 15 000 £ de dommages-intérêts pour diffamation dans le Daily Mail qui affirmait à tort qu'il était impliqué dans la décision de réduire le montant des dépenses que la députée Maria Miller devrait rembourser, motivé par ses propres demandes de remboursement 
Clarke est nommé Commandeur de l'Ordre de l'Empire britannique (CBE) en 1980 pour ses services au gouvernement local . En 2016, Clarke reçoit l'Ordre de Saint-Grégoire-le-Grand et une audience avec le pape François pour son travail sur le développement international et les droits des personnes handicapées .
Il est fait chevalier lors des honneurs du Nouvel An 2021 pour le service public et politique.